# Мишке, Владимир
Владимир Мишке (латыш. Vladimirs Miške; 19 марта 1895, Ерцени, Ерценской волости, Лифляндская губерния, Российская империя — 21 января 1972, Рига) — латвийский советский и партийный деятель, революционер, педагог, профессор Латвийского университета.

## Биография
Сын лесника. В молодости работал на рижской обувной фабрике. Член Латвийской социал-демократической рабочей партии с 1911 года. Использовал псевдонимы — Лацис, Лапа.
Подвергался преследованиям со стороны царских властей. В 1914 г. был арестован и сослан в Нарымский край. После Февральской революции — член Тульского горкома РСДРП(б) и Совета рабочих и солдатских депутатов.
Участник Октябрьской революции в Петрограде. После этого на партийной и советской работе в Москве и Петрограде. В 1918—1919 годах работал секретарём Российского бюро ЦК Социал-демократии Латышского края, в 1920—1923 годах — член редколлегии газеты «Криевияс Циня».
В 1923—1930 годах работал в Латышской секции Коминтерна, делегат V съезда Красного Интернационала Профсоюзов, делегат VIII съезда Компартии Латвии. В 1931—1933 годах учился в Институте красной профессуры в Москве.
С 1933 года — на партийной работе в Западной Сибири, Рязани, руководил разными отделами Центрального Музея В. И. Ленина в Москве, одновременно вёл педагогическую работу в московских вузах.
После присоединения Латвии к СССР в 1940 году был одним из редакторов газеты «Циня», руководителем кафедры марксизма-ленинизма в Латвийском университете, профессор.
Во время Великой Отечественной войны — заместитель директора издательства «Иностранная литература» в Москве.
В 1944—1954 годах руководил кафедрой марксизма-ленинизма в Латвийском университете. С 1954 по 1971 год был заместителем директора Института истории партии при ЦК КПЛ. Автор многочисленных научных работ по истории Компартии Латвии. Делегат IX, X, XII, XV, XX съездов Компартии Латвии, член ЦК Компартии Латвии (1966—1971).
Похоронен на кладбище Райниса в Риге.

## Награды
- орден Ленина
- орден Трудового Красного Знамени (дважды).